# Robotron K1820

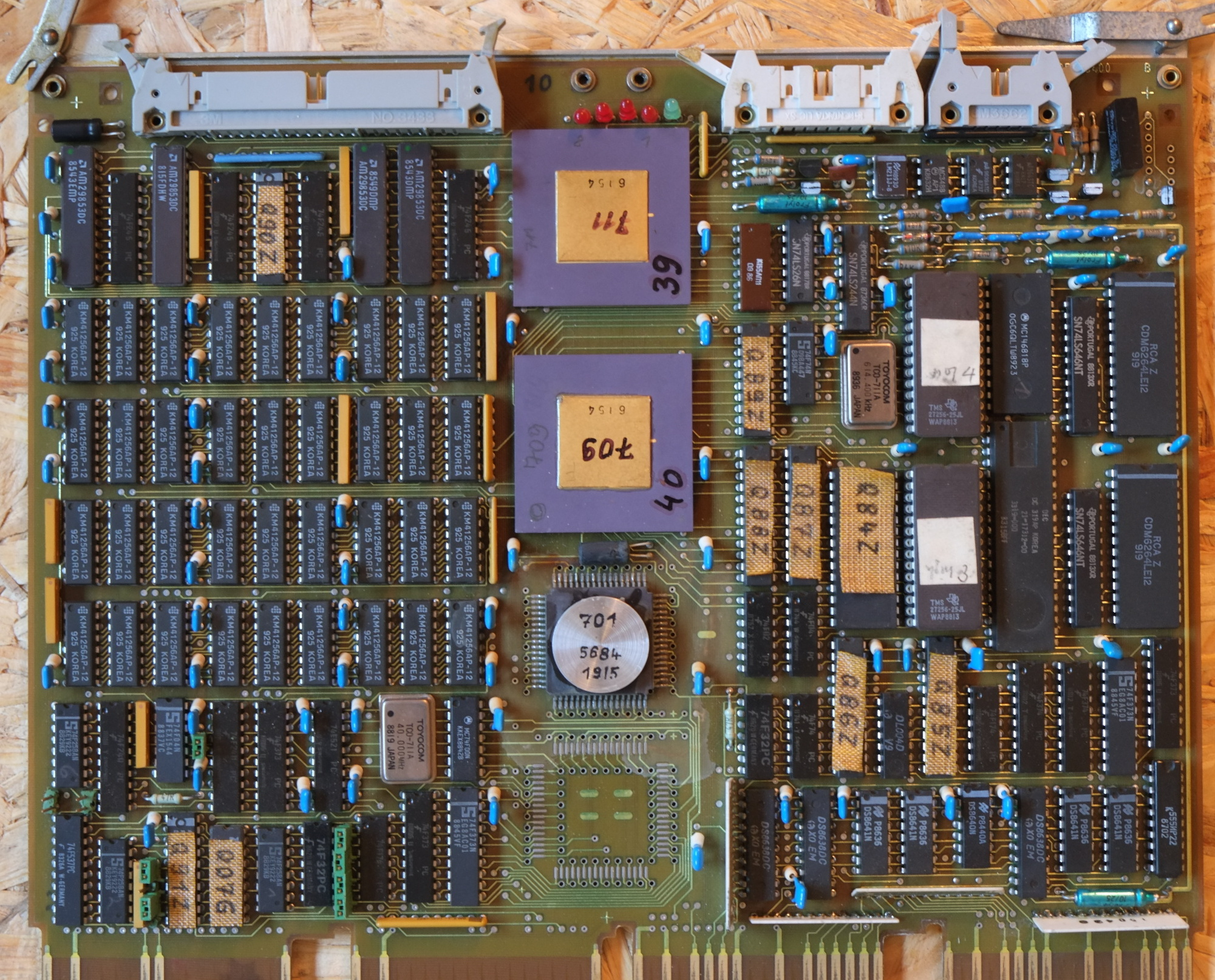
Scheda processore K1820

Il K 1820, nome completo RVS K 1820 ( Rechnersystem mit virtuellem Speicher , "sistema informatico con memoria virtuale "), codice nell'SM EVM degli ex paesi COMECON SM 1720, è una workstation sviluppata nella Germania dell'Est . La VEB Robotron Elektronik Dresden iniziò lo sviluppo del K 1820 nel 1986 e ne entrò in produzione in serie nel 1990.

## Minicomputer
Il K 1820 è un clone del MicroVAX II prodotto dalla Digital Equipment Corporation (DEC). L'importazione di computer occidentali a 32 bit nell'area COMECON è stata ostacolata dall'embargo tecnologico . Copie del MicroVAX II sono state create anche in Ungheria (MicroSTAR;32 o TPA-11/510) e nell'Unione Sovietica (SМ 1702).
Il K 1820 estese la linea di computer compatibili con VAX.
Il K 1820 si basa sul sistema a microprocessore VLSI U80700, la sua CPU U80701 a 32 bit è stata sviluppata secondo le specifiche del MicroVAX 78032 . Il design e la costruzione della scheda madre sono originali. Un terminale compatibile con VT220, il K 8941, è stato sviluppato per questa macchina.
Fino al 1990 furono costruiti circa 10.000 prototipi. A metà degli anni 90 lo sviluppo si fermò perché la produzione non era più possibile in condizioni di libero mercato dopo l’unione monetaria, economica e sociale tra la Germania dell’Est e quella dell’Ovest del 1º luglio 1990. Successivamente i mercati tradizionali di Robotron nell'Unione Sovietica e nell'Europa orientale crollarono.